# D3.js
D3.js（またはD3:Data-Driven Documents、旧:Protovis）は、
2011年に開発が始まったウェブブラウザで動的コンテンツを描画するJavaScriptライブラリである。
World Wide Web Consortium準拠のデータ可視化ツールとして、Scalable Vector Graphics（SVG）、JavaScript、HTML5、Cascading Style Sheets (CSS) を最大限に活用している。
その他多くのライブラリとは対照的に、最終的に出力された結果に視覚的な調整ができる。
ニューヨーク・タイムズ紙サイト内のグラフ描画、OpenStreetMap編集用iDエディタ、GeoJSONやTopojsonを扱う地理情報システム関連ウェブマッピングなどに採用されている。

## 技術原理
HTMLページ内に埋め込まれ読み込まれた際に、ビルド済みのJavaScript関数を使用してSVGオブジェクトの作成及び視覚的編集、画面遷移、ツールチップなどを描画する。
これらはCSSの制御が可能である。
大規模なデータセットに単純なD3関数を使用することで、容易にグラフやダイアグラムを生成しSVGオブジェクトに結合できる。
最も一般的なJSON、Comma-separated values (CSV)、GeoJSON等の様々なフォーマットのデータに対応し、JavaScript関数を修正すればどのフォーマットにも対応できる。